# Poseidonamicus whatleyi
Poseidonamicus whatleyi is een mosselkreeftjessoort uit de familie van de Thaerocytheridae. De wetenschappelijke naam van de soort is voor het eerst geldig gepubliceerd in 2003 door Dingle.